# Daniel O’Shaughnessy
Daniel O’Shaughnessy (* 14. September 1994 in Riihimäki) ist ein finnisch-irischer Fußballspieler. Der Abwehrspieler steht bei HJK Helsinki unter Vertrag und ist finnischer Nationalspieler.

## Karriere

### Verein
Der Sohn einer Finnin und eines Iren besitzt beide Staatsangehörigkeiten.
O’Shaughnessy hatte zunächst für Riihimäen Palloseura (RiNS) in seiner Geburtsstadt Riihimäki gespielt, bevor er in die Jugendmannschaften des FC Honka Espoo im Ballungsraum von Helsinki wechselte. Danach zog es ihn in die Jugend von HJK Helsinki, ehe er nach Frankreich in das Nachwuchsleistungszentrum des FC Metz wechselte. Vor seinem Wechsel nach Lothringen hatte er bei HJK Helsinki auch in der als Klubi 04 auftretenden zweiten Mannschaft gespielt. Beim FC Metz kam er in der A-Jugend (U19) sowie in der zweiten Mannschaft zum Einsatz.
Im Jahre 2014 ging O’Shaughnessy nach England zum Zweitligaaufsteiger FC Brentford. Dort konnte er sich jedoch nicht durchsetzen und wurde erst an den englischen Sechstligisten Braintree Town und später an den dänischen Erstligisten FC Midtjylland verliehen, wobei er aber für beide Vereine jeweils nur zu einem Einsatz im Ligabetrieb kam. Nach zwei Jahren verließ er daraufhin den FC Brentford und wechselte zum englischen Viertligisten Cheltenham Town. Dort war O’Shaughnessy in seiner ersten Saison Stammspieler und rückte in seinem zweiten Jahr ins zweite Glied.
Im Jahre 2018 verließ er England und kehrte nach Finnland zurück, wo er sich seinem ehemaligen Verein HJK Helsinki anschloss. Schnell wurde O’Shaughnessy Stammspieler, verpasste allerdings die Schlussphase der Saison 2018 aufgrund einer Knieverletzung. Mit HJK Helsinki wurde er 2018, 2020 und 2021 finnischer Meister sowie 2020 Pokalsieger. Nach der Spielzeit 2021 wurde er als bester Verteidiger der Liga ausgezeichnet.
Nach dem Ende der Saison 2021 in Finnland wechselte O’Shaughnessy zum 1. Dezember 2021 zum deutschen Zweitligisten Karlsruher SC. Er war jedoch erst mit der Öffnung des Winter-Transferfensters am 1. Januar 2022 und somit ab dem 19. Spieltag der Saison 2021/22 spielberechtigt. Dort wurde er im Lauf der Rückrunde zunächst Stammspieler, verletzte sich dann aber im Juni 2022 bei der Nationalmannschaft und fiel anschließend für rund drei Monate aus. Noch bevor er in der neuen Saison 2022/23 wieder ein Ligaspiel bestritt, zog er sich erneut eine Verletzung zu und fiel anschließend für die komplette restliche Spielzeit sowie auch die anschließende Saison 2023/24 aus. Im Sommer 2024 verließ er daraufhin den Verein. und schloss sich wieder HJK Helsinki an.

### Nationalmannschaft
O’Shaughnessy ist ehemaliger finnischer Nachwuchsnationalspieler und debütierte 10. Januar 2016 für die finnische A-Nationalmannschaft, als er beim 0:3 im Freundschaftsspiel in Abu Dhabi (Vereinigte Arabische Emirate) gegen Schweden eingewechselt wurde. Sein erstes Pflichtspiel im Trikot der A-Nationalmannschaft war am 3. September 2020 beim 0:1 im Spiel in der Liga B in der UEFA Nations League in Helsinki gegen Wales.
Für die Europameisterschaft 2021 wurde er in den finnischen Kader berufen und kam dort in allen drei Vorrundenspielen zum Einsatz, ehe die Mannschaft aus dem Turnier ausschied.

## Erfolge
- Finnischer Meister: 2018, 2020, 2021
- Finnischer Pokalsieger: 2020